# Княжево (Шуйский район)
Княжево — деревня в Шуйском районе Ивановской области. Входит в состав Остаповского сельского поселения.

## География
Находится в южной части Ивановской области на расстоянии приблизительно 2 км на восток-юго-восток по прямой от районного центра города Шуя.

## История
Деревня была отмечена на карте 1840 года. В 1859 году здесь (тогда деревня в составе Шуйского уезда Владимирской губернии) было учтено 22 двора.

## Население
Постоянное население составляло 124 человека (1859 год), 7 в 2002 году (русские 86 %), 11 в 2010.